# IC 3204
 IC 3204 ist eine Spiralgalaxie vom Hubble-Typ Sbc? im Sternbild Coma Berenices am Nordsternhimmel. Sie ist schätzungsweise 1011 Millionen Lichtjahre von der Milchstraße entfernt.
Das Objekt wurde am 23. März 1903 von Max Wolf entdeckt.